# Catherine Des Urlis
Pour les articles homonymes, voir Des Urlis.
Catherine Des Urlis (ou Desurlis) est une actrice française née en 1627 et morte à Paris le 2 janvier 1679. Son frère Jean Des Urlis est aussi comédien.
Elle fait partie de la troupe de l'Illustre Théâtre dès le début, mais la quitte à la fin de l'année 1643, puis rejoint des troupes de province. Elle joue ensuite au Théâtre du Marais de 1667 à 1673.